# Calcio Portogruaro-Summaga 2009-2010
Questa voce raccoglie le informazioni riguardanti il Calcio Portogruaro-Summaga nelle competizioni ufficiali della stagione 2009-2010.

## Stagione
Nel campionato 2009-2010 la squadra parte bene e dopo otto giornate è al comando con 19 punti; alla nona giornata, perdendo contro l'Andria BAT per 1-0, viene raggiunta in vetta da Pescara ed Hellas Verona: la squadra riesce sempre durante la stagione a restare in scia ai cugini veneti e vincono scontri diretti come quello giocato allo Stadio Adriatico contro il Pescara (0-1). Il 9 maggio 2010, con la vittoria per 1-0 (gol di Bocalon) in casa dell'Hellas nell'ultima giornata di campionato, la squadra raggiunge la promozione diretta in Serie B, partecipando per la prima volta nella sua storia al secondo livello del calcio italiano.

## Rosa
| N. |                            | Ruolo | Calciatore        |
| -- | -------------------------- | ----- | ----------------- |
|    | Italia (bandiera)          | A     | Cristian Altinier |
|    | Italia (bandiera)          | D     | Davide Bianchi    |
|    | Italia (bandiera)          | A     | Riccardo Bocalon  |
|    | Italia (bandiera)          | D     | Denny Cardin      |
|    | Italia (bandiera)          | D     | Carlo Cherubini   |
|    | Italia (bandiera)          | A     | Marco Cunico      |
|    | Italia (bandiera)          | C     | Matteo Deinite    |
|    | Rep. Dominicana (bandiera) | C     | Vinicio Espinal   |
|    | Italia (bandiera)          | C     | Tobia Fuscello    |
|    | Italia (bandiera)          | D     | Umberto Gardella  |
|    | Italia (bandiera)          | D     | Massimo Gotti     |
|    | Italia (bandiera)          | C     | Fabio Levacovich  |
|    | Australia (bandiera)       | D     | Adrian Madaschi   |
|    | Italia (bandiera)          | A     | Andrea Maniero    |

| N. |                    | Ruolo | Calciatore             |
| -- | ------------------ | ----- | ---------------------- |
|    | Italia (bandiera)  | P     | Alberto Marcato        |
|    | Italia (bandiera)  | A     | Ettore Marchi          |
|    | Italia (bandiera)  | C     | Daniele Mattielig      |
|    | Italia (bandiera)  | P     | Fabio Nardoni          |
|    | Italia (bandiera)  | D     | Stefano Pondaco        |
|    | Italia (bandiera)  | C     | Gabriele Puccio        |
|    | Italia (bandiera)  | P     | Francesco Rossi        |
|    | Italia (bandiera)  | D     | Filippo Santandrea     |
|    | Italia (bandiera)  | A     | Luca Scapuzzi          |
|    | Italia (bandiera)  | C     | Matteo Scozzarella     |
|    | Italia (bandiera)  | D     | Angelo Siniscalchi     |
|    | Italia (bandiera)  | D     | Gianmario Specchia     |
|    | Brasile (bandiera) | C     | Bruno Leonardo Vicente |

## Risultati

### Campionato
| andata       | 1ª giornata         | ritorno      |
| 23 ago. 2009 |                     | 20 dic. 2009 |
| 0-1          | Portogruaro-Ravenna | 1-1          |

| andata       | 4ª giornata          | ritorno      |
| 13 set. 2009 |                      | 24 gen. 2010 |
| 2-1          | Portogruaro-Reggiana | 1-0          |

| andata      | 7ª giornata        | ritorno      |
| 4 ott. 2009 |                    | 21 feb. 2010 |
| 2-3         | Rimini-Portogruaro | 1-2          |

| andata       | 10ª giornata       | ritorno      |
| 25 ott. 2009 |                    | 14 mar. 2010 |
| 0-0          | Portogruaro-Cavese | 2-1          |

| andata       | 13ª giornata        | ritorno      |
| 15 nov. 2009 |                     | 11 apr. 2010 |
| 1-0          | Portogruaro-Taranto | 2-1          |

| andata      | 16ª giornata        | ritorno     |
| 6 dic. 2009 |                     | 2 mag. 2010 |
| 3-2         | Cosenza-Portogruaro | 1-1         |

| andata       | 2ª giornata                 | ritorno      |
| 30 ago. 2009 |                             | 10 gen. 2010 |
| 1-2          | Real Marcianise-Portogruaro | 0-0          |

| andata       | 5ª giornata                 | ritorno      |
| 20 set. 2009 |                             | 31 gen. 2010 |
| 0-2          | Virtus Lanciano-Portogruaro | 1-1          |

| andata       | 8ª giornata                 | ritorno      |
| 11 ott. 2009 |                             | 28 feb. 2010 |
| 2-2          | Portogruaro-Pescara Delfino | 1-0          |

| andata       | 11ª giornata        | ritorno      |
| 1º nov. 2009 |                     | 21 mar. 2010 |
| 1-2          | Portogruaro-Ternana | 0-0          |

| andata       | 14ª giornata       | ritorno      |
| 22 nov. 2009 |                    | 18 apr. 2010 |
| 2-1          | Foggia-Portogruaro | 1-1          |

| andata       | 17ª giornata              | ritorno     |
| 13 dic. 2009 |                           | 9 mag. 2010 |
| 0-0          | Portogruaro-Hellas Verona | 1-0         |

| andata      | 3ª giornata                            | ritorno      |
| 6 set. 2009 |                                        | 17 gen. 2010 |
| 0-1         | Pescina Valle Del Giovenco-Portogruaro | 0-0          |

| andata       | 6ª giornata            | ritorno     |
| 27 set. 2009 |                        | 7 feb. 2010 |
| 2-0          | Portogruaro-Giulianova | 1-2         |

| andata       | 9ª giornata                    | ritorno     |
| 18 ott. 2009 |                                | 7 mar. 2010 |
| 1-0          | Fidelis Andria BAT-Portogruaro | 0-0         |

| andata      | 12ª giornata     | ritorno     |
| 8 nov. 2009 |                  | 3 apr. 2010 |
| 2-1         | SPAL-Portogruaro | 0-1         |

| andata       | 15ª giornata        | ritorno      |
| 29 nov. 2009 |                     | 25 apr. 2010 |
| 1-0          | Portogruaro-Potenza | 3-0          |

## Statistiche

### Statistiche di squadra
|  |    | Classifica 2009-10 | Pt | G  | V  | N  | P | GF | GS | DR  |
|  | -- | ------------------ | -- | -- | -- | -- | - | -- | -- | --- |
|  | 1. | Portogruaro        | 59 | 34 | 16 | 11 | 7 | 39 | 26 | +13 |